# 皇家檢控署
（簡寫：CPS），中国大陆又译为皇家检察署，是英格兰和威尔士的主要檢察機關，主要职责为对可能的违法行为提出檢控。皇家檢控署是隶属英国政府的一个非部长級別的政府机构。皇家檢控署为英格蘭及威爾斯的执法部门在调查犯罪中提供法律意见，决定是否对嫌疑人进行调查和起诉。檢控署可以在裁判法院（Magistrates' Court）和皇室法院（Crown Court）作出檢控。蘇格蘭及北愛爾蘭設有各自的檢控機構。
皇家检察院的机构首长为刑事檢控專員（DPP），由公务员担任，对全部门所有刑事检察案件负责。而英格蘭及威爾斯檢察總長则属政务官，負責监管皇家檢控署的工作，并代表皇家檢控署对国会负责。除非涉及国家安全，檢察總長无权就檢控事宜作出任何决定。当总检察长未能执行职务时，英格蘭及威爾斯副檢察長可以代行其法定职权。

## 历史
曾经一度，英国并无警察和檢控機關，唯一的刑事訴訟途径是受害者或律师自费提出私人訴訟。1829年后，警察机构形成，并接管檢控事務。
1880年，約翰·莫爾成为第一个出任英国内政部的刑事檢控專員。但这个檢控機構只能就小部分有争议或重要的案件作出决定，警察机构仍为主要的檢控機構。
1962年，英国皇家专门调查委员会建议成立独立的檢控機關，来避免权力的过分集中。但该建议未得到所有的警察机构的认可。
1978年，另一个专门调查委员会成立。1981年该委员会正式提出建立檢控署。
1985刑事诉讼法颁布，确立檢控署为英格兰和威尔士的檢控機關，并与1986年开始运作。

## 组织
在2012-13年，檢控署作出了超过80万个檢控，其中大约70万在治安法庭（定罪率86%），另外10万在刑事法庭（定罪率80%）。
英国财政部在2010年到2014年，削减了皇家檢控署30%的预算。

### 人员
截至2013年3月，檢控署有超过6900名员工，其中约2900名律师。预算削减之前，檢控署约有9000名员工。檢控署也聘请独立的大律师来处理刑事法庭中的复杂案件。

### 分支
皇家檢控署总部设在伦敦和约克，負責统筹檢控署的全部事务。檢控署有13个区域分支，各区域分支在区域检察长的领导下分别进行各项事务。这些区域分支包括：
- 威爾斯（德韋達郡及波伊斯郡、格溫特郡、北威爾斯、南威爾斯）
- 東密德蘭（打比郡、李斯特郡、林肯郡、諾咸頓郡、諾定咸郡）
- 東英格蘭（劍橋郡、雅息士郡、諾福克郡、沙福郡）
- 倫敦（倫敦市，都會區）
- 馬西塞特-車士打（車士打郡，默西塞德郡）
- 東北英格蘭（克利夫蘭、對衡、諾森布里亞王國）
- 西北英格蘭（金巴倫郡、大曼徹斯特、蘭開夏郡）
- 東南英格蘭（根德郡、舒梨郡、修適士郡）
- 西南英格蘭（雅芳郡和布里斯托、德文郡和康沃爾、格洛斯特郡）
- 泰晤士和奇爾特恩區（百福德郡、赫福郡、泰晤士河谷）
- 威塞克斯王國（多實郡、衡州郡和懷特島、渭州郡）
- 西密德蘭（施他佛郡、和域郡、西麥西亞王國、西密德蘭郡）
- 約郡和亨伯賽德（英语：Humberside）（西約郡、北約郡、南約郡、亨伯賽德（英语：Humberside））

檢控署还有4个特别分支：
- 中央欺诈科
- 组织犯罪科
- 特别犯罪与反恐科
- 社会福利与大众事务科

## 檢控程序
檢控署需要满足一定的条件和程序以完成檢控。

### 檢控决定
大多数较轻犯罪行为的檢控决定有警察作出。檢控署则作出其他所有的檢控，包括严重的犯罪行为（如谋杀，强奸），对于此类案件，警察无权作出檢控。
檢控署在作出檢控决定前，要回答两个问题
1.是否有充足证据给嫌疑人定罪?
2.该檢控是否关切公众利益？
如果没有充足的证据来起诉嫌疑人，檢控官可以选择放弃檢控或要求警察进行更多调查。
但如果可以预期很快就能收集到更多证据，檢控官也可在没有充足证据的情况下提出檢控。

### 作出檢控
檢控署要准备法庭辩论和将檢控证据与资料呈献给辩方。
所有的檢控都要复查，如果不再满足上方所提的两个问题，则必须停止檢控。

### 上诉
如果辩方上诉，檢控署将决定是否反对上诉。如果反对，皇家檢控署将向上诉法庭提供相关的证据和材料。

## 歷任刑事檢控專員
自1986年以来，以下人員曾担任刑事檢控專員。
- Sir Thomas Hetherington, QC (1986–87) (DPP since 1977; became head of CPS)
- Sir Allan Green, QC (1987–92)
- Dame Barbara Mills, DBE, QC (1992–98)
- Sir David Calvert-Smith, QC (1998–2003)
- Sir Ken Macdonald, QC (2003–08)
- 施紀賢 QC (2008 – October 2013)
- Alison Saunders (November 2013–2018)
- Max Hill (2018–2023)
- Stephen Parkinson (2023–)